# 古庭維

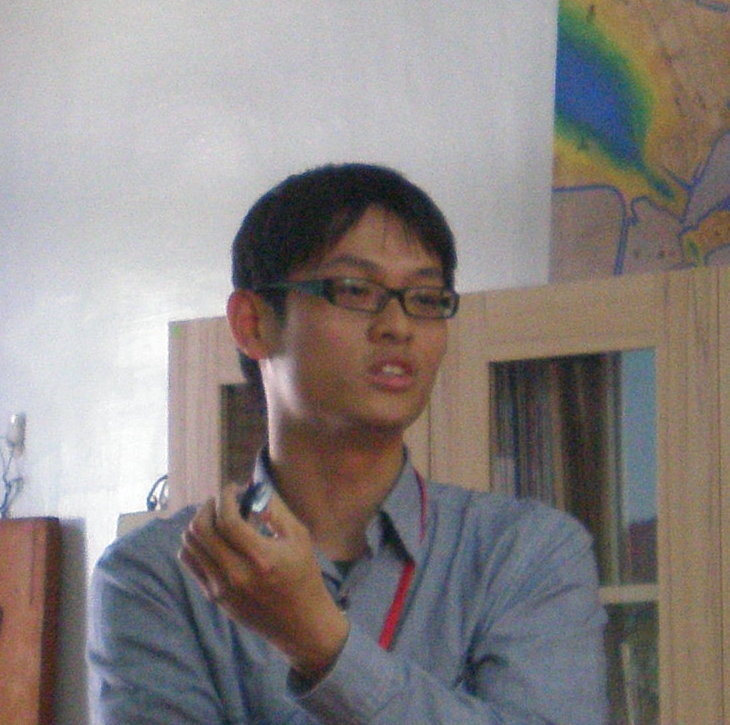
打狗鉄道故事館にて（2011年）

古 庭維（こ ていい、クー・ティンウェイ、1983年1月14日 - ）は台湾台北市出身の鉄道写真家、鉄道作家、登山家。
現在は中華民国鉄道文化協会のメンバーとして鉄道雑誌「鐵道情報」の総編集長（總編輯）と高雄市の旧打狗駅故事館館長を務めているほか、「春臨台湾文化事業坊」の経営者。鉄道分野では撮影のほか廃線探索が得意分野。

## 経歴

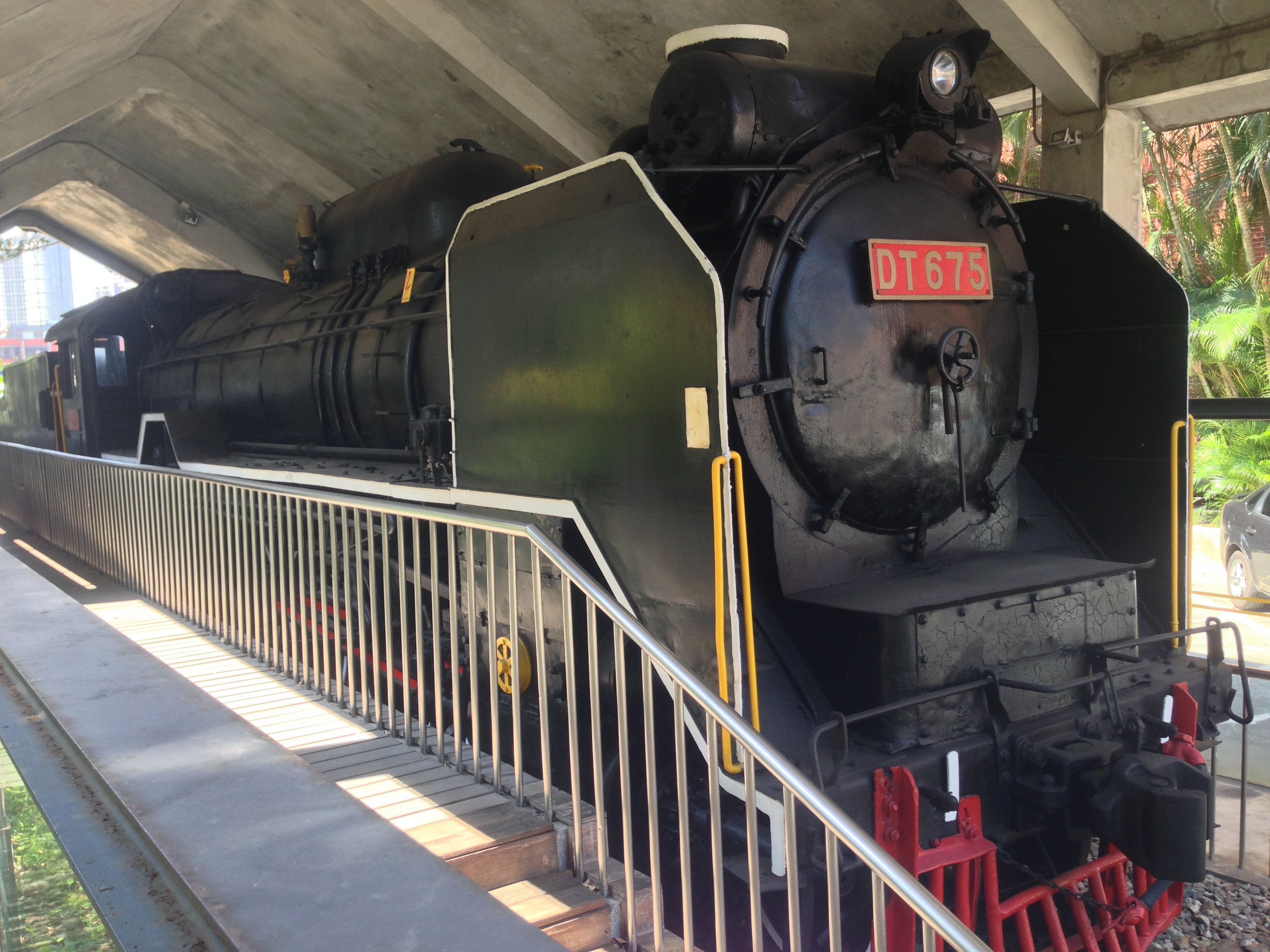
新北市芸文中心のDT675型

1983年台北市で出生。台北市立呉興国小、信義国中、私立延平高級中学初等部、高中部、国立台湾大学農業化学系（農業化学学部）農産製造組および生化科技学系（生物化学科学学部）を卒業。同生命科学院「微生物・生化学研究所」を修了。在学期間中は鉄道研究サークル「台大火車社」の第26代サークル長（社長）を務め鉄道文化の広報、啓蒙を行う。
2005年台北県芸文中心（現新北市芸文中心）の蒸気機関車展示メンテナンス顧問。
2006年より鐵道情報のライター、2011年より同協会副会長（2015年まで）と同総編集長（現任）。
2016年より「春臨台湾文化事業坊」を設立、鉄道カレンダーの製作と協会を通じての販売を開始。。同年末より「旧打狗駅故事館」館長。月額報酬8,000台湾ドルでの低報酬だが鉄道に触れ合える機会を持てることは何事にも代え難いとして自ら志願した。
2018年より鐵道情報（No.234以降）の発行を協会から自社の文化坊で引き継ぐ。

## 人物
4歳時に家族旅行で日本を訪れて開通後間もない上越新幹線に乗ったという。高校卒業時には記念として家族に再度日本旅行を要求し、長野新幹線や寝台特急北斗星や青函トンネルを堪能した。大学在学中はジャパンレールパスで本土最北端の稚内駅、最東端の東根室駅、最西端の佐世保駅、最南端西大山駅を制覇した。
年齢差のため在学中の接点はないが、同じく中華民国鉄道文化協会のメンバーである洪致文は古の中学、高級中学、学部は違うが大学でも先輩にあたり、洪が創設し初代サークル長を務めた台大火車社でもその地位を受け継いだ。大学卒業後は実兄が医師であることも手伝って家族から高収入の職種への就業を要望されたが、研究室に籠ることよりも趣味を優先し執筆や講演で生計を立てている。「鐵道情報」で寄稿するようになったのも洪の誘いだったという。
鉄道研究と風景写真、廃線跡の現地調査をライフワークとしている。また登山にも熱心で過去には台湾各地の高山森林鉄道探索時の記事を執筆している
プライベートや雑誌のライターとして海外渡航も多く、とりわけ来日回数は多い。北海道運輸局の外国人旅行者モニターも務め、日本のインバウンド対策に助言を行った。
鉄道文化資産への思いは人一倍強く、2017年8月に故事館裏に設置された高雄ライトレール哈瑪星駅（9月末開業）のスロープが旧高雄臨港線のレールを完全に覆い隠されたことで、身障者の権利であるバリアフリーと文化資産保存は両立させるべきとして、高雄市政府捷運工程局の職員とも口論に発展した。同月に国鉄583系電車がJR東日本から国立台湾博物館を通じて台北機廠に寄贈された際は10月に実施された台湾国内陸送での輸送業者入札でも洪致文とともに選考委員を務めた。

## 著作

### 専門書
- （2021年）『新編台灣鐵道史全文譯本』（台湾総督府鉄道部編纂「台湾鉄道史（上・中・下）」の中文版） - 主編集：古庭維、中文訳：古育民、発行：国家鉄道博物館準備処（中国語版）（ISBN 9789865324193）

共著
- （2010年）『台鐵舊鐵道散步地圖』 - 著：古庭維、鄧志忠（中国語版）、発行：晨星出版（行政院新聞局第33回小中学生向け推薦優良課外読物、2010年度最優秀少年児童読物奨）（ISBN 9789861774015）
- （2012年）『典藏版鐵道新旅--山海線：32+2站深度遊』 - 著：古庭維、鄧志忠、片倉佳史、李春政(追煙)、蘇棨豪(半島)、輔大猴、海豚男、台大火車社、国立交通大学鉄道研究会（中国語版）、王晟懿、呉睿哲、黄偉嘉、陳映彤、鄭育安、発行：遠足文化（ISBN 9789865967390）
- （2013年）『典藏版鐵道新旅--縱貫線北段：32站深度遊』 - 著：古庭維、陳穩立、鄧志忠、片倉佳史、蘇棨豪(半島)、輔大猴、王晟懿、吳睿哲、黄偉嘉、陳映彤、陳威勳、許洋豪、邱柏瑞、周昀徵、台大火車社など発行：遠足文化（ISBN 9789865967802）
- （2015年）『發現台灣！5大精華鐵道路線暢遊套書』（全5冊） - 著：古庭維、蘇棨豪(半島)、鄧志忠、片倉佳史、呉文豪、黄偉嘉、台大火車社、陳穩立、王晟懿、黄偉嘉、 陳映彤、 陳威勳、 許洋豪、陳威旭、 林韋帆、鄭育安、洪仲宜、李春政、柯凱仁、籃一昌、交通大学鉄道研究会等、発行：遠足文化（ISBN 9789865787394）
- （2015年）『百年輪轉・臺灣鐵道』 - 著：洪致文、古庭維、発行：国立台湾博物館（ISBN 9789860467055）
- （2016年）『哈瑪星台灣鐵道館 台灣百年鐵道縮影』 - 著：謝明勳（中国語版）、童振疆、古庭維、発行：高雄市立歴史博物館、晨星出版（ISBN 9789864432042）
- （2017年）『台灣小百岳．走遍全台100登山輕旅行』 - 著：崔祖錫、古庭維、張志湧、陳素恩等、発行：台灣山岳文化（ISBN 9789868094413）

### フリーペーパー
- 文：鉄道の達人が教える台北鉄道の歴史の旅 - ディスカバー台北2014年9-10月号（台北市政府観光伝播局） （日本語）
- 表紙写真：台湾観光月刊 日本語版 第473号 2007-11,台湾観光協会 （日本語）

### 論文
- A Simple and Cost-Saving Approach To Optimize the Production of Subtilisin NAT by Submerged Cultivation of Bacillus subtilis Natto。（J. Agric. Food Chem. 2009, 57, 292–296）
- 建構國際級之長距離中級山健行步道～花蓮嵐山山地鐵道. 2015全國登山研討會. 2015

### 寄稿
- 《鐵道情報》、《台灣山岳》、《幼獅少年》やその他雑誌にコラム記事を寄稿している。